# Buckten
Buckten (gsw. Buckte) – gmina (niem. Einwohnergemeinde) w północnej Szwajcarii, w kantonie Bazylea-Okręg, w okręgu Sissach. 31 grudnia 2020 roku liczyła 702 mieszkańców. Przez gminę przebiega droga główna nr 2. 

## Osoby

### urodzone w Buckten
- Pio Corradi, fotograf